# Phloeopora nitidiventris
Phloeopora nitidiventris är en skalbaggsart som beskrevs av Fauvel 1900. Phloeopora nitidiventris ingår i släktet Phloeopora, och familjen kortvingar. Arten är reproducerande i Sverige.